# Zofenopril
Zofenopril é um medicamento do tipo inibidor da enzima de conversão da angiotensina (IECA). Sua principal indicação é para tratamento de hipertensão arterial.